# Brauchbare Illegalität
Unter dem Begriff brauchbare Illegalität wird ein bewusstes Verhalten oder Handeln von Mitgliedern einer Organisation verstanden, das gegen die formalen Erwartungen der Organisation verstößt; juristisches Fehlverhalten spielt im Sinne von Niklas Luhmann hierbei eine untergeordnete Rolle. Brauchbar ist ein solches Handeln insofern, als die Organisation von dem illegalen Verhalten ihrer Mitglieder profitiert. Dieses wird von den Beteiligten mit der Eigenmotivation begangen, zu den Unternehmenszielen beizutragen. Aufgrund des ungewissen Ausganges kann ein solches Handeln zwar einen Nutzen für die ausübenden Personen mit sich bringen, birgt dabei aber gleichzeitig auch erhebliche Risiken und negative Folgen in sich, wenn dieses Verhalten aufgedeckt wird.

## Brauchbare Illegalität im Rahmen von Rechtsordnungen und der Formalstruktur einer Organisation
Rechtsverstöße sind unabhängig von der Formalstruktur der Organisation illegal. Verstöße gegen die Formalordnung müssen nicht zwangsläufig auch Rechtsverstöße darstellen. Regelabweichendes Handeln von Organisationsmitgliedern kann sich auf die Kommunikationswege (Hierarchien, Berichtswege, Projektstrukturen), Programme (Zweck- und Konditionalprogramme) und auf das Personal beziehen. Regelverstöße gegen die Kommunikationswege liegen etwa dann vor, wenn informale, in der Formalstruktur nicht vorgesehene Kommunikationswege verwendet werden (z. B. kurzer Dienstweg). Bezogen auf Konditionalprogramme, sogenannte Wenn-Dann-Programme, liegen Verstöße dann vor, wenn illegitime Mittel zur Erreichung der Ziele eingesetzt werden (z. B. die Gewindebohrer-Studie). Der Begriff „Illegalität“ deutet auf eine Ähnlichkeit der Rechtsordnung und der Normordnung der Organisation hin. Beide sind auf Widerspruchsfreiheit angewiesen.

## Abgrenzung von brauchbarer zu eigennütziger Illegalität
Anhand des Nutznießens lässt sich brauchbare von eigennütziger Illegalität abgrenzen. Während bei der brauchbaren Illegalität zuerst die Organisation profitiert, profitiert bei der eigennützigen Illegalität zuerst das Individuum. In einigen Fällen wird der Organisation durch eigennützige Illegalität Schaden zugefügt, während in anderen Fälle auch die Organisation davon profitiert. Die Unterscheidung der beiden Idealtypen ist in der Realität oft schwierig.
Brauchbare Illegalität lässt sich als funktional für das Unternehmen verstehen und ist notwendig um die Anpassung der Organisation an die Umwelt zu sichern. In Anlehnung an dieses Konzept kann illegales Handeln in Organisationen in zwei Organisationstypen eingeteilt werden: "Organisations of corrupt individuals" (OCI) und "corrupt organizations" (CO). Diese unterscheiden sich dadurch, dass es in OCI´s mehrere Einzeltäter oder Gruppen gibt, welche der Organisation aus dieser heraus schaden, um den eigenen Nutzen zu maximieren, während CO´s eine systemische von oben angeordnete Illegalität für den Vorteil der Organisation aufweisen. Damit kann bei CO's von brauchbarer Illegalität gesprochen werden.
Der Siemensskandal ist hierbei typisch für eine CO, während eine Veruntreuung wie im Fall Middelhoff als typisch für eine OCI gilt. Während bei Siemens die Marktfähigkeit der Organisation gestärkt wurde, diente der Skandal um Middelhoff lediglich seiner persönlichen Bereicherung.

## Ursachen brauchbarer Illegalität
Organisationen sehen sich mitunter widersprüchlichen Erwartungen konfrontiert. Diese Erwartungen werden sowohl von außen (Umwelt) an die Organisation herangetragen, als auch innerhalb (Subsysteme) der Organisation selbst generiert. Unter von außen an die Organisation herangetragenen Erwartungen sind bspw. gesetzliche Regelungen oder gesellschaftliche-moralische Werte zu verstehen. Organisationsinterne Erwartungen sind hingegen strukturell bedingt. So gibt es bspw. generelle Vorgaben, die für die gesamte Organisation gelten, als auch Erwartungen die nur für einzelne Subsysteme gelten und durchaus mit denen von anderen Subsystemen in Konflikt stehen können.
Damit Organisationen ihren Mitgliedern widerspruchsfreie Handlungsanweisungen geben können, müssen diese eine konsistente Formalstruktur formulieren. Sehen sich Organisationen nun widersprüchlichen Erwartungen ausgesetzt, können sie diese nicht nur durch formale Regelungen auflösen. Zu diesem Zweck bilden sich in Organisationen informale Ordnungen aus, welche den formalen Vorgaben durchaus widersprechen können, für die Organisation aber trotzdem funktional sind und daher durch die Organisation geduldet werden. Brauchbare Illegalität bildet sich also als Mittel zur Bewältigung widersprüchlicher Erwartungen aus.

## Risiken brauchbarer Illegalität
Da illegale Praktiken nicht formalisiert werden können, müssen diese latent bleiben. Dies betrifft nicht nur das abweichende Verhalten an sich, sondern auch die Funktion dessen. Damit gehen eine Reihe dysfunktionaler Konsequenzen einher. Das wichtigste Merkmal dieser ist die Ungewissheit der Kosten des illegalen Handelns: „Sie blockiert die meisten Möglichkeiten der Rationalisierung. Eben deshalb braucht illegales Handeln Mut oder sekundäre Stützen, die das Kostenrisiko mindern und kalkulierbare Folgen garantieren“.
Besonders herauszuheben ist, dass Illegalität, da nicht erwartbar, persönlich zugeschrieben wird. Ein Personalwechsel, wie von Niklas Luhmann in "Der neue Chef" beschrieben, kann entsprechend die Fortführung der illegalen Praktiken bedrohen. Während Vertreter oder Neulinge in ihre formalen Aufgaben schlicht eingewiesen werden können, kann illegales Handeln nicht von diesen eingefordert werden. Selbst die Kommunikation über das abweichende Verhalten wird dadurch erschwert, dass sie Vertrauen bedarf, das ebenso keine explizite Erwartung an die Mitgliedsrolle darstellt.

## Bezug zu anderen Begriffen (Corporate Crime, Organizational Crime, White Collar Crime, Devianz, Regelabweichung)
Nach Luhmann beinhaltet brauchbare Illegalität immer die Abweichungen von Regeln. Es wird von formalen Erwartungen abgewichen, wobei dies nicht zwangsweise illegal im juristischen Sinne bedeuten muss.
Devianz:
Devianz weist eine Schnittmenge mit brauchbarer Illegalität auf. Diese beinhaltet einerseits abweichendes Verhalten, andererseits bezieht sich Devianz auf abweichende Normen und Werte. Diese sind nicht zwingend formale Erwartungen, wie bei brauchbarer Illegalität.
Organizational Crime:
Organizational Crime wird oft mit Corporate Crime gleichgesetzt. Ausgehend vom Organisationsbegriff, kann dafür plädiert werden, dass hier Organisationen im Allgemeinen betroffen sind und nicht nur Unternehmen. Übereinstimmungen mit brauchbarer Illegalität sind, dass es sich bei beiden um regelabweichendes Verhalten in Organisationen handelt. Beim Organizational Crime ist jedoch nicht festgelegt, für wen die Abweichung nützlich oder brauchbar ist.
White-Collar-Crime (Überschneidungen mit Corporate Crime):
Der Begriff White Collar Crime beschreibt eine Ausprägung von brauchbarer Illegalität. Hier lässt sich das Konzept der brauchbaren Illegalität insbesondere in Bezug auf Wirtschaftsunternehmen und Regierungsbehörden wieder finden.
Corporate Crime:
Corporate Crime beschreibt kriminelles Verhalten, welches von Unternehmen und/oder Individuen ausgeübt wird, die im Interesse eines Unternehmens (für dieses) kriminell handeln. Im Zusammenhang des Organisationsbegriffes ist Corporate Crime eine Unterkategorie von Organizational Crime. Das Konzept der brauchbaren Illegalität bezieht sich auf Organisationen im Allgemeinen und nicht ausschließlich auf Unternehmen. Dafür überschneiden sich diese beiden Begriffe bezüglich ihrer Nützlichkeit und Brauchbarkeit für die Organisation, bzw. das Unternehmen.

## Verwendung des Konzepts der brauchbaren Illegalität in der Forschung
Seit Durkheim und Mead ist allgemein bekannt, dass Normabweichungen nicht schlechthin negativ zu bewerten sind. Brauchbare Illegalität ist nur eine Form von Normabweichung.
Während der Begriff der brauchbaren Illegalität von Luhmann geprägt wurde, existieren schon frühere Studien, welche darauf hinweisen, dass Abweichungen von der Formalstruktur in Organisationen diesen zum Vorteil gereichen können. So zeigten etwa Bensman und Gerver, dass mittels brauchbarer Illegalität Effizienzsteigerungen erreicht werden können. Ähnliches kann in Bezug auf die über ein halbes Jahrhundert später entstandene Studie zum Siemens-Korruptionsskandal von Bergmann festgestellt werden.
Auf der anderen Seite wird selbst „brauchbare“ Illegalität in der Selbstbeschreibung der Organisationen als Problem beschrieben. Dies mag aus Darstellungsgründen für die Organisationen noch notwendig sein, doch auch Reflexionswissenschaften wie die Betriebswirtschaftslehre behandeln (illegale) Abweichungen von der Formalstruktur als ein zu behebendes, bzw. zu vermeidendes problematisches Phänomen. Die daraus entstehenden Rezepte zur Vermeidung (brauchbarer) Illegalität haben ihrerseits jedoch einen sehr unterschiedlichen Blickwinkel auf das Phänomen.